# ديمتري دياتشينكو
ديمتري دياتشينكو (بالإنجليزية: Dimitri Diatchenko)‏ مواليد 11 أبريل 1968 في سان فرانسيسكو، هو ممثل أمريكي بدأ مسيرته الفنية سنة 1997.

## الأعمال

### أفلام
- كن ذكيا (2008)
- إنديانا جونز ومملكة الجمجمة الكريستالية (2008)

### مسلسلات
| السنة | العمل                         | الدور        |
| ----- | ----------------------------- | ------------ |
| 1997  | دياجنوسيز: موردر              |              |
| 1999  | جوال تكساس ووكر               | روبرت جاكسون |
| 2001  | عائلة ثورنبيري                |              |
| 2004  | إيلياس                        | فيلموس       |
| 2006  | ذا سويت لايف أوف زاك أند كودي |              |
| 2007  | عقول إجرامية                  |              |
| 2007  | القرش                         |              |
| 2008  | دون أثر                       |              |
| 2009  | سي إس آي: ميامي               | أندري        |
| 2009  | فاميلي غاي                    |              |
| 2010  | المستشفى العام                |              |
| 2011  | أبناء الفوضى                  |              |
| 2012  | كيف قابلت أمكما               | أرفيداس      |
| 2012  | إدراك حسي                     |              |
| 2014  | بونز                          |              |
| 2014  | فتاتان مفلستان                |              |

## روابط خارجية
- ديمتري دياتشينكو على موقع IMDb (الإنجليزية)
- ديمتري دياتشينكو على موقع ألو سيني (الفرنسية)
- ديمتري دياتشينكو على موقع أول موفي (الإنجليزية)
- ديمتري دياتشينكو على موقع قاعدة بيانات الأفلام السويدية (السويدية)
- ديمتري دياتشينكو على موقع قاعدة بيانات الفيلم (الإنجليزية)
- ديمتري دياتشينكو على موقع كينوبويسك (الروسية)